# Samsung Galaxy Ace 4
O Samsung Galaxy Ace 4 é um smartphone Android fabricado pela Samsung. Anunciado em junho e lançado pela Samsung em agosto de 2014, o Galaxy Ace 4 é o sucessor do Galaxy Ace 3. Um modelo LTE também foi anunciado em 2014.

## Características
O dispositivo é levemente mais grosso que seu antecessor, com 10,8 mm. O Galaxy Ace 4 é levemente mais pesado que o Ace 3, com 123,8 gramas. O telefone está disponível nas cores de preto, cinza e branco.
O Galaxy Ace 4 é um smartphone 4G com rede GSM/HSPA. Possui uma tela sensível ao toque capacitiva de 4,0 polegadas com 4,0 polegadas com resolução WVGA (480×800) de 16 milhões de cores. Além disso, tem uma câmera de 5 megapixels com flash LED e autofocus, geo-tagging, detecção de rosto/sorriso e panorama. Capaz de gravar vídeos em 720p@30 fps VGA, o Galaxy Ace 4 vem com uma bateria de lítio de 1500 mAh.
Outras especificações permanecem idênticas: 1 GB de memória, 8 GB de armazenamento, uma porte micro USB 2.0 e um conector estéreo combinado na parte superior. O acesso ao slot micro SIM e o slot micro SD é possível após remover a tampa traseira.

## Tabela de comparação
| Nome do modelo                                                             | Código do modelo | Rede     | Número de Cartão SIMs | Câmera        | SoC                    | RAM    | Outros recursos |
| -------------------------------------------------------------------------- | ---------------- | -------- | --------------------- | ------------- | ---------------------- | ------ | --------------- |
| Samsung Galaxy Ace 4                                                       | SM-G313M         | 3G WCDMA | Único Cartão SIM      | 5.0 MP+0.3 MP | Broadcom BCM21664      | 512 MB |                 |
| Samsung Galaxy Ace 4                                                       | SM-G313MU        | 4G LTE   | Único Cartão SIM      | 5.0 MP+0.3 MP | Renesas MP5232         | 1 GB   |                 |
| Samsung Galaxy Ace 4                                                       | SM-G313F         | 4G LTE   | Único Cartão SIM      | 5.0 MP+0.3 MP | Renesas MP5232         | 1 GB   | NFC             |
| Samsung Galaxy Ace 4                                                       | SM-G3139         | CDMA     | Nenhum Cartão SIM     | 5.0 MP        | Snapdragon 200 MSM8610 | 768 MB |                 |
| Samsung Galaxy Ace 4 Lite                                                  | SM-G313ML        | 3G WCDMA | Cartão SIM duplo      | 3.0 MP        | Spreadtrum SC7715      | 512 MB |                 |
| Samsung Galaxy Ace Style                                                   | SM-G357FZ        | 4G/LTE   | Único Cartão SIM      | 5.0 MP        | Snapdragon 410 MSM8916 | 1 GB   | NFC             |
| Samsung Galaxy Ace Style                                                   | SM-G357M         | 4G/LTE   | Único Cartão SIM      | 5.0 MP        | Snapdragon 410 MSM8916 | 1 GB   |                 |
| Samsung Galaxy Ace Style                                                   | SM-G310H         | 3G WCDMA | Cartão SIM duplo      | 5.0 MP        | Broadcom BCM21664      | 512 MB |                 |
| Samsung Galaxy Ace Style                                                   | SM-G310HN        | 3G WCDMA | Único Cartão SIM      | 5.0 MP        | Broadcom BCM21664      | 512 MB |                 |
| Samsung Galaxy Ace NXT Samsung Galaxy V Samsung Galaxy Trend Neo           | SM-G313H         | 3G WCDMA | Único Cartão SIM      | 3.0 MP        | Spreadtrum SC7715      | 512 MB |                 |
| Samsung Galaxy Ace 4 Lite                                                  | SM-G313U         | 3G WCDMA | Único Cartão SIM      | 5.0 MP+0.3 MP | Spreadtrum SC7715      | 512 MB |                 |
| Samsung Galaxy Trend 2 Samsung Galaxy Ace 4 Lite Samsung Galaxy Vivalto 3G | SM-G313HN        | 3G WCDMA | Único Cartão SIM      | 5.0 MP        | Broadcom BCM21663      | 512 MB | NFC             |
| Samsung Galaxy S Duos 3                                                    | SM-G313HU        | 3G WCDMA | Cartão SIM duplo      | 5.0 MP        | Broadcom BCM21663      | 512 MB |                 |
| Samsung Galaxy S Duos 3 VE                                                 | SM-G316HU        | 3G WCDMA | Cartão SIM duplo      | 5.0 MP        | Broadcom BCM21663      | 512 MB |                 |